# Gevlekte moerasspringer
De gevlekte moerasspringer (Sitticus floricola, Sitticus littoralis) is een spin uit de familie van de springspinnen.
De vrouwtjes worden 5 tot 6,5 mm groot, de mannetjes zijn 4 tot 6 mm. Leeft op in vochtige weilanden vijveroevers e.d. in het Palearctisch gebied.